# David Moravec (hockey sur glace, 2003)
Pour les articles homonymes, voir David Moravec et Moravec.
David Moravec (né le 18 septembre 2003 à Havlíčkův Brod en Tchéquie) est un joueur tchèque de hockey sur glace. Il évolue à la position de défenseur.

## Biographie

### Carrière junior
Moravec commence sa carrière junior avec le HC Dukla Jihlava en 2016-2017. Il dispute 6 matchs avec les moins de 16 ans. La saison suivante, il joue 37 rencontres pour les moins de 16 ans, obtenant 8 points. Il participe également au tournoi des régions, représentant Vysočina avec les moins de 15 ans. Il dispute 8 parties, n'inscrivant aucun point. En 2018-2019, il dispute 16 rencontres pour les moins de 16 ans, amassant 33 minutes de pénalité et 27 matchs avec les moins de 19 ans, comptabilisant 4 points.
Lors de la saison 2019-2020, Il s'engage avec le BK Mladá Boleslav. Il joue 15 parties avec les moins de 17 ans et 22 matchs lors de la coupe et de la supercoupe des moins de 20 ans. La saison suivante, il dispute 8 rencontres avec les moins de 20 ans et en 2021-2022, il vient également les renfoncer le temps de 5 matchs de saison régulière et de 4 matchs de série éliminatoire.

### En club
Moravec commence sa carrière professionnelle avec le BK Mladá Boleslav en Extraliga, lors de la saison 2020-2021. Il dispute son premier match le 12 décembre 2020, lors d'une défaite 2-3 face au HC Bílí Tygři Liberec. Il inscrit son premier point, un but, le 10 janvier 2021, lors d'une victoire 4-2 face au HC Olomouc. Il est également prêté au HC Slovan Ústí nad Labem, un club évoluant en 1. liga, l'espace de trois rencontres à partir du 27 janvier 2021.
La saison suivante, il dispute 40 parties de saison régulière, aidant son club à se classer à la 11e place du classement générale. En séries éliminatoires, il se rend jusqu'en demi-finale, Mlada est éliminé en 4 rencontres par le HC Oceláři Třinec.Il dispute également 3 parties de la Ligue des champions.
En prévision du repêchage de 2022, la centrale de recrutement de la LNH le classe au 44e rang des espoirs européens chez les patineurs.

### En équipe nationale
Moravec représente son pays, la Tchéquie depuis la saison 2018-2019, avec le contingent des moins de 16 ans.
Il participe au Défi mondial des moins de 17 ans en 2019. La Tchéquie remporte la médaille de bronze, battant le Canada blanc sur le score de 3-2 lors de la petite finale.
Il dispute le Championnat du monde moins de 18 ans en 2021. La Tchéquie se classant à la 7e place, éliminée en quart de finale par la Canada sur le score de 3-10.
Il prend part au Championnat du monde junior en 2022. À la suite de nombreux cas de Covid-19 déclaré dans plusieurs équipes, le tournoi est annulé.

## Statistiques

### En club
| Saison    | Équipe                   | Ligue               |    | Saison régulière | Saison régulière | Saison régulière | Saison régulière | Saison régulière |   | Séries éliminatoires | Séries éliminatoires | Séries éliminatoires | Séries éliminatoires | Séries éliminatoires |
| Saison    | Équipe                   | Ligue               | PJ | B                | A                | Pts              | Pun              | PJ               | B | A                    | Pts                  | Pun                  |                      |                      |
| 2016-2017 | HC Dukla Jihlava M16     | JHL D16             | 6  | 0                | 0                | 0                | 0                | -                | - | -                    | -                    | -                    |                      |                      |
| 2017-2018 | Vysočina M15             | TJ D15              | 8  | 0                | 0                | 0                | 0                | -                | - | -                    | -                    | -                    |                      |                      |
| 2017-2018 | HC Dukla Jihlava M16     | JHL D16             | 36 | 2                | 6                | 8                | 6                | -                | - | -                    | -                    | -                    |                      |                      |
| 2017-2018 | HC Dukla Jihlava M16b    | JHL D16             | 1  | 0                | 0                | 0                | 0                | -                | - | -                    | -                    | -                    |                      |                      |
| 2018-2019 | HC Dukla Jihlava M16     | JHL D16             | 16 | 1                | 7                | 8                | 33               | 2                | 0 | 1                    | 1                    | 2                    |                      |                      |
| 2018-2019 | HC Dukla Jihlava M19     | JHL D19             | 27 | 1                | 3                | 4                | 10               | -                | - | -                    | -                    | -                    |                      |                      |
| 2019-2020 | BK Mladá Boleslav M17    | ED                  | 15 | 2                | 4                | 6                | 4                | -                | - | -                    | -                    | -                    |                      |                      |
| 2019-2020 | BK Mladá Boleslav M20    | DHL P D20           | 16 | 1                | 7                | 8                | 4                | -                | - | -                    | -                    | -                    |                      |                      |
| 2019-2020 | BK Mladá Boleslav M20    | DHL SP D20          | 6  | 1                | 0                | 1                | 4                | -                | - | -                    | -                    | -                    |                      |                      |
| 2020-2021 | BK Mladá Boleslav M20    | EJ                  | 8  | 2                | 2                | 4                | 2                | -                | - | -                    | -                    | -                    |                      |                      |
| 2020-2021 | BK Mladá Boleslav        | Extraliga           | 18 | 1                | 1                | 2                | 4                | 5                | 0 | 0                    | 0                    | 0                    |                      |                      |
| 2020-2021 | HC Slovan Ústí nad Labem | 1. liga             | 3  | 1                | 0                | 1                | 4                | -                | - | -                    | -                    | -                    |                      |                      |
| 2021-2022 | BK Mladá Boleslav M20    | EJ                  | 5  | 1                | 3                | 4                | 0                | 4                | 2 | 2                    | 4                    | 4                    |                      |                      |
| 2021-2022 | BK Mladá Boleslav        | Extraliga           | 40 | 0                | 4                | 4                | 8                | 4                | 0 | 0                    | 0                    | 0                    |                      |                      |
| 2021-2022 | BK Mladá Boleslav        | Ligue des champions | 3  | 0                | 0                | 0                | 0                | -                | - | -                    | -                    | -                    |                      |                      |
| 2022-2023 | Mooseheads d'Halifax     | LHJMQ               | 60 | 4                | 24               | 28               | 22               | 15               | 2 | 2                    | 4                    | 2                    |                      |                      |

### En équipe nationale
| Année     | Équipe            | Compétition                          |    | PJ | B | A | Pts | Pun                 |  | Résultat |
| 2018-2019 | Tchéquie - 16 ans | International                        | 16 | 0  | 2 | 2 | 8   |                     |  |          |
| 2019      | Tchéquie - 17 ans | Défi mondial des moins de 17 ans     | 6  | 1  | 0 | 1 | 2   | 3e place            |  |          |
| 2019-2020 | Tchéquie - 17 ans | International                        | 20 | 1  | 1 | 2 | 8   |                     |  |          |
| 2021      | Tchéquie - 18 ans | Championnat du monde moins de 18 ans | 5  | 1  | 3 | 4 | 0   | 7e place            |  |          |
| 2020-2021 | Tchéquie - 18 ans | International                        | 2  | 0  | 1 | 1 | 0   |                     |  |          |
| 2022      | Tchéquie - 20 ans | Championnat du monde junior          | 2  | 0  | 0 | 0 | 4   | Compétition annulée |  |          |
| 2021-2022 | Tchéquie - 20 ans | International                        | 14 | 1  | 2 | 3 | 6   |                     |  |          |
| 2023      | Tchéquie - 20 ans | Championnat du monde junior          | 7  | 1  | 1 | 2 | 0   | Médaille d'argent   |  |          |

## Trophées et honneurs personnels

### Défi mondial des moins de 17 ans
- 2019-2020 : médaille de bronze avec la Tchéquie.